# S10 (Sängerin)
Stien den Hollander (* 8. November 2000 in Abbekerk), bekannt als S10 (gesprochen: es-tien), ist eine niederländische Sängerin und Rapperin. Ihre Musik wird dem Indie-Pop zugerechnet. Bekannt ist S10 für ihre rauen, einfühlsamen Songs, in denen sie sich über ihre psychischen Probleme wie Depressionen und Psychosen äußert.

## Karriere
Im Januar 2018, im Alter von 17 Jahren, unterzeichnete S10 ihren ersten Plattenvertrag beim niederländischen Hip-Hop-Label Noah’s Ark. Ihr Debütalbum Snowsniper erschien 2019 und landete auf Platz 61 der niederländischen Charts. Für das Album erhielt sie einen Edison, den renommiertesten Musikpreis der Niederlande, in der Kategorie „Alternative“. Vlinders, ihr zweites Album, wurde ein Jahr später veröffentlicht und erreichte Platz 5 der Charts. S10 arbeitete für Vlinders mit Musikern wie Ronnie Flex, Yung Nnelg und Wende zusammen. Mit der Single Adem Je In, die am 11. Juni 2021 erschien, erreichte sie Platz 15 der niederländischen Singlecharts.
Im Dezember 2021 wurde bekannt gegeben, dass die Rundfunkgesellschaft AVROTROS sie intern ausgewählt hat, um die Niederlande beim Eurovision Song Contest 2022 in Turin zu vertreten. Sie trat mit der niederländischsprachigen Ballade De diepte an, belegte im Halbfinale den zweiten und im Finale den elften Platz.
2024 war sie als Gesprächspartnerin in der Miniserie Yous & Yay in het wild zu sehen.
2025 musste sie einen Auftritt auf dem Paaspop Festival und den Start ihrer Tour absagen, da ihr Zwillingsbruder Emiel den Hollander nach einer Entführung aus dem vierten Stock eines Amsterdamer Apartments fiel und anschließend im Koma lag. Ende Juni wurde er für tot erklärt.

## Diskografie
Studioalben
- 2019: Snowsniper
- 2020: Vlinders
- 2022: Ik besta voor altijd zolang jij aan mij denkt
- 2025: Mijn haren ruiken naar vuur

EPs
- 2017: Antipsychotica
- 2018: Lithium
- 2019: Diamonds

Singles
- 2019: Sorry (mit Willem)
- 2020: Achter ramen (mit Zwangere Guy)
- 2021: Adem je in (solo und mit Frenna und Kevin)
- 2021: Onderweg (mit Bazart)
- 2021: Schaduw (mit KA, NL: Gold)
- 2022: De diepte
- 2022: Zonder gezicht (mit Froukje)
- 2022: Laat me los (mit Bløf)
- 2022: Nooit meer spijt (feat. Froukje)
- 2023: De leven (Kevin feat. S10)
- 2024: Ik haat hem voor jou (mit Froukje, BE: Gold)
- 2025: Hart in brand (mit Froukje)